# Еміль Кроткий
Емі́ль Кро́ткий (справжнє ім'я — Еммануї́л Я́кович Ге́рман; 14 грудня (26 грудня) 1892, село Зіньківці, нині Кам'янець-Подільського району Хмельницької області — † 10 лютого 1963, Москва) — російський поет, сатирик. Сатиричні твори публікував під псевдонімом «Е. Кроткий» (від рос. кроткий — «лагідний», «сумирний»), ліричні вірші — під справжнім прізвищем. Автор багатьох афоризмів.

## Біографічні відомості
Народився в сім'ї адвоката. Жив у молоді роки і вчився в Кам'янці-Подільському.
1911 року одеський журнал «Крокодил» опублікував перші поетичні спроби юного Еммануїла. Через два роки ліричні вірші 20-річного поета було відзначено премією на літературному конкурсі пам'яті Семена Надсона, причому до складу журі входив цвіт російського красного письменства — Валерій Брюсов, Іван Бунін, Вікентій Вересаєв. В Одесі 22-річний Еміль Кроткий познайомився с 16-річною місцевою поетесою, відомою серед поетів як «Ліка Стирська», яка стала його першою дружиною. 1917 року в Одесі побачила світ перша книжечка Еміля Кроткого «Казка про те, як цар місця позбувся». Того ж року поет на запрошення Максима Горького переїхав до Петрограда, де співпрацював із журналами «Літопис», «Сатирикон», газетою «Нове життя», видав поетичну «Повість про Іванка-дурника», збірку віршів «Розтоплений полюс» про Росію та революцію.
У 1918—1920 роках Еміль Кроткий працював у Харкові, працював в українському телеграфному агентстві УкрРОСТА, там видав три книжечки (поему «Розмова з Вільсоном», збірку віршів «Скіфський берег», казку «Шкереберть»), а тоді переїхав до Москви.
1925 року як кореспондент газети «Труд» побував у Німеччині, Франції, Чехословаччині. Якщо раніше поєднував лірику та сатиру, то тепер повністю віддається сатиричним жанрам. 1931 року Еміль Кроткий став постійним автором московського журналу «Крокодил». Через репресії на вісім років (у 1933—1941 роках) у творчості Еміля Кроткого настала вимушена пауза. У 1941—1944 роках в Астрахані поет редагував сатиричний відділ «Прямою наводкою» в обласній газеті «Комуніст», працював відповідальним секретарем газети «За стахановський лов». А після війни знову став постійним автором «Крокодила».
У «Бібліотеці „Крокодила“» побачили світ три тоненькі (64-сторінкові) збірочки Еміля Кроткого: «Портрет і дзеркало» (1956), «Сатирик у Космосі» (1959) і посмертна — «У безпорядку дискусії» (1964). Тільки 1959 року 66-річного Еммануїла Яковича, що мав тоді майже піввіковий стаж роботи в поетично-сатиричному цеху, нарешті прийняли до Спілки письменників СРСР. Його афоризми під фірмовим заголовком «Уривки з ненаписаного» постійно друкувалися в «Крокодилі», входили розділами в усі три повоєнні книжечки, а у 1966—1967 роках із передмовою Олександра Безименського та малюнками Бориса Єфімова двічі виходили у видавництві «Художник РРФСР».

## Цікаві факти
Ільф і Петров зробили Еміля Кроткого прототипом добродушного трудоголіка, фейлетоніста Гаргантюа в «Золотому теляті».